# Us Against the World
Us Against the World – pierwszy singel z czwartego studyjnego albumu amerykańskiej wokalistki Christiny Milian zatytułowanego Elope. Utwór został wydany w październiku 2008 roku, a wydanie krążka jest zaplanowane na maj 2009 roku. Autorem piosenki jest Milian, która określiła go jako „kinowa power-ballada”. Oficjalny remiks utworu autorstwa Jasona Nevinsa został wydany na iTunes 20 stycznia 2009 roku.

## Produkcja
Milian nazywa piosenkę hymnem miłosnym, ponieważ napisała go w trakcie oglądania adaptacji Romea i Julii. Autorka stwierdziła, że utwór jest bardziej dramatyczny aniżeli jej poprzednie piosenki i opowiada o „posiadaniu kogoś, kto jest z tobą na dobre i na złe”. Milian uważa, że słowa piosenki mówią wiele ludziom na całym świecie:

To słowa o namiętności, prawdziwej miłości i trzymaniu się razem w każdych okolicznościach. Życie i miłość mogą być prawdziwą walką, a ja chciałabym zainspirować ludzi poprzez miłość.

Według autorki piosenka odzwierciedla potrzeby świata:

Są ludzie, którzy pomogą w każdej sytuacji. To ważne aby mieć kogoś za sobą.

„Us Against the World” to pierwszy singel Milian, który jest balladą, co, jak ona sama określiła, jest „bardzo ekscytującym” doświadczeniem.

## Listy przebojów
Utwór zadebiutował na pozycji 62. listy Billboard Pop 100 Airplay 7 lutego 2009 roku.
| Lista (2009)                   | Pozycja |
| ------------------------------ | ------- |
| U.S. Billboard Hot 100         | –       |
| U.S. Billboard Pop 100         | 85      |
| U.S. Billboard Pop 100 Airplay | 58      |